# Staufelkopf
Der Staufelkopf ist ein 552,0 Meter hoher Berg in der zum Pfälzerwald gehörenden Frankenweide.

## Geographie

### Lage
Der Berg liegt auf der Waldgemarkung der Ortsgemeinde Wilgartswiesen. An seiner Ostflanke entspringt der Freischbach und an seinem Westfuß der Bach aus dem Großen Spechtel; an seiner Nordflanke verläuft der Horbach. Benachbarte Berge sind der Katzenkopf im Nordosten, das Steckeneck im Südosten sowie die Breite Boll und die Spitze Boll im Nordwesten. Beim Staufelkopf handelt es sich um einen trapezförmigen Rückenberg. Er ist vollständig bewaldet in Form von Buchen, Eichen und Kiefern.

### Naturräumliche Zuordnung
1. Großregion 1. Ordnung: Schichtstufenland beiderseits des Oberrheingrabens
2. Großregion 2. Ordnung: Pfälzisch-saarländisches Schichtstufenland
3. Großregion 3. Ordnung: Pfälzerwald
4. Region 4. Ordnung (Haupteinheit): Mittlerer Pfälzerwald
5. Region 5. Ordnung: Frankenweide

## Kultur
An seinem Südhang befindet sich der Ritterstein 227, der die Aufschrift Alte Straße – Keltenzeit – Mittelalter trägt, er verweist auf die  Altstraße Hauenstein – Johanniskreuz. Etwa einen Kilometer südlich des Gipfels befindet sich der „Ruheforst Südpfälzer Bergland Wilgartswiesen“.

## Tourismus und Verkehr
Entlang seiner Ostflanke verlaufen die Kreisstraße 56, die in die nördliche Richtung zum Hermersbergerhof führt, der Prädikatswanderweg Pfälzer Waldpfad und die östliche Fortsetzung des Höcherbergweges. Der Gipfel ist auf nicht markierten Waldwegen erreichbar.